# أولاد صالح (مليلة)
أولاد صالح هي إحدى مشيخات المملكة المغربية، تتبع جغرافيا لإقليم بنسليمان وإداريًا لمليلة. يقدر عدد سكانها بـ 11041 نسمة حسب الإحصاء الرسمي للسكان والسكنى لسنة 2004.